# Игуманија Анастасија (Биљић)
Анастасија Биљић (Ваљево, 16. новембар 1955) православна је монахиња и старешина Манастира Девича.

## Биографија
Игуманија Анастасија (Биљић), рођена је 16. новембра 1955. године у Ваљеву, од побожних и честитих родитеља. Основну школу завршила је у Ваљеву.
Ступа у Манастир Девич код Србице, на Косову и Метохији, 10. фебруара 1968. године као искушеница код игуманије мати Параскеве (Симеуновић). Замонашена је 1971. године у Манастиру Девичу, од стране епископа рашко-призренскога господина Павла (Стојчевића). Приликом монашења је добила монашко име Анастасија.
Након упокојења старешине манастира игуманије Параскеве (Симеуновић), 10. децембра 1993. године, а одлуком епископа рашко-призренскога господина Артемија, постављена је за игуманију. Заслугом игуманије Анастасије манастир је генерално обновљен, те подигнут камени зид око манастира и обновљени манастирски конаци.